# Santa Okockytė
Santa Okockytė, coniugata Baltkojienė (Kaunas, 3 febbraio 1992), è una cestista lituana.

## Carriera
Con la Lituania ha disputato i Campionati europei del 2015.